# Pieter Hellendaal
Pieter Hellendaal (1. dubna 1721, Rotterdam – 19. dubna 1799, Cambridge) byl nizozemský hudební skladatel barokního období.

## Život a činnost
Svoji hudební dráhu započal v Utrechtu, kde se ve dvanácti letech stal varhaníkem. Studoval v Padově u Giusuppa Tartiniho, po návratu z Itálie roku 1742 pokračoval ve studiu na Univerzitě v Leidenu a složil svoji sbírku Šest sonát pro housle.
V roce 1752 odešel do Londýna, kde se seznámil Georgem Friedrichem Händelem a spolupracoval s ním na jeho pastorale Acis and Galatea (HWV 49a/b).
V roce 1762 odešel na Univerzitu v Cambridgi, kde působil jako varhaník až do své smrti v roce 1799.